# روبرت هارلو
روبرت هارلو هو كاتب كندي، ولد في 19 نوفمبر 1923.

## وصلات خارجية
- الموقع الرسمي